# Linnanmäki
Linnanmäki (švedsko Borgbacken, pogovorno Lintsi, lit. 'grajski grič') je zabaviščni park v Helsinkih na Finskem. Odprt je bil 27. maja 1950 in je v lasti neprofitne Fundacije za dan otroka (finsko Lasten Päivän Säätiö, švedsko Stiftelsen Barnens Dag), ki upravlja park za zbiranje sredstev za dobrobit otrok na Finskem. Leta 2023 je fundacija donirala 4,5 milijona evrov, do zdaj pa je v ta namen namenila skupno več kot 130 milijonov evrov.
Linnanmäki je najstarejši in najbolj priljubljen zabaviščni park na Finskem. Ima veliko naprav različnih vrst in velikosti in od vseh nordijskih zabaviščnih parkov ima Linnanmäki največ naprav glede na število obiskovalcev. Ima tudi druge zanimivosti, vključno z igralnicami, igrali, kioski, restavracijami in zunanjim odrom, na katerem poleti nastopajo različni izvajalci. Park je odprt od pomladi do jeseni; otvoritev je okoli prvega maja, zaprtje pa v tretjem tednu oktobra. Linnanmäki letno obišče več okoli milijon gostov. Avgusta 2006 je Linnanmäki sprejel svojega petdesetmilijontega obiskovalca.

## Zgodovina
Leta 1950 je šest finskih organizacij za zaščito otrok od mesta Helsinki za začetno obdobje treh let najelo območje sredi rekreacijskega območja, sestavljenega iz dveh parkov, kjer so postavili zabaviščni park. Mesto je leta 1953 podaljšalo najem in za zabaviščni park najelo 5,37 hektarja. V skladu z mestnim načrtom, potrjenim leta 1956, je bilo območje zabaviščnega parka razširjeno na več kot 7,2 ha. Leta 1957 so socialne organizacije ustanovile neprofitno fundacijo Dan otrok, ki še naprej vzdržuje in razvija zabaviščni park. Danes območje pokriva 7,5 hektarjev.
Linnanmäki je zgrajen na hribu in izhaja iz imena Vesilinnanmäki (lit. 'Hrib vodnega gradu'), imena, ki so ga domačini dali gričevnatemu območju v začetku 20. stoletja, saj je imelo dva vodna stolpa, zgrajena leta 1876 oziroma 1938. Vodovodna stolpa ne obratujeta več in sta bila leta 2003 izklopljena iz omrežja. Vendar pa sta stolpa zaščitena z urbanističnim načrtom mesta in ju ni mogoče porušiti. V prihodnosti upajo, da bodo stolpa uporabljali vse leto za podporo dejavnostim zabaviščnega parka. V starejšem, oglatem stolpu blizu oboda zabaviščnega parka – najstarejšem vodnem stolpu v Helsinkih – so trenutno prostori za vzdrževanje in skladiščenje parka, medtem ko je v novejšem, valjastem stolpu, ki dominira nad parkom in njegovo širšo okolico, notranji tobogan, imenovan Linnunrata eXtra.

### Nesreče
Od odprtja leta 1950 sta v Linnanmäkiju v nesrečah na zabaviščni vožnji umrli dve osebi, obe pa je povzročila malomarnost upravljavca. Leta 1953 je uslužbenec, zaviralec toboganov, ki je sedel v prvi vrsti, potem ko njegova izmena na zadnji večerni vožnji ni pritrdila varnostne palice, padel in ga je zadel vlak. Leta 1985 je gostu, fantu, ki je prav tako sedel v prvi vrsti, uspelo odpreti varnostno palico in vstati, da bi pomahal svojim prijateljem. Deček je nato padel pred vlak, ki ga je povozil.

## Park
Linnanmäki je v podokrožju Alppila v Alppiharju, 2,5 km severno od središča mesta Helsinki, finske prestolnice. Hrib, kjer je park, ima lep razgled na mesto. Park nima opazne tematike in se zdi razmeroma kompakten in gosto zapakiran; naprave in atrakcije so v neposredni bližini ena druge. Poleg zabaviščnih atrakcij je v parku tudi Peacock, zgodovinsko gledališče, zgrajeno leta 1957 in znano po svojih glasbenih produkcijah. Poleg samega parka lahko gostje obiščejo tudi akvarij Sea Life, edini tak center v nordijskih državah, odprt leta 2002.
Park je odprt od aprila do oktobra, gledališče in akvarij pa delujeta skozi vse leto. V parku je bil med letoma 1996 in 2005 tudi Linnanmäen museo, muzejski objekt, ki je bil poleg glavnega vhoda v park in je vsako leto gostil več razstav.
Park je enostavno dostopen iz središča mesta s tramvaji 3, 8, 9 in avtobusom 23.

## Naprave in atrakcije
Linnanmäki ima trenutno 42 naprav, skupaj s številnimi drugimi atrakcijami, ki ne temeljijo na napravah. Najpomembnejša je Vuoristorata, lesen tobogan, odprt leta 1951. Je najbolj prepoznaven simbol parka in je bil ena prvih stalnih naprav, ki so bile zgrajene v parku. Tehnično najstarejša naprava v Linnanmäkiju je Karuselli (vrtiljak), ki je bil zgrajen v Nemčiji leta 1896 in je v Linnanmäkiju od leta 1954.
Linnanmäki ima osem toboganov. Druge pomembnejše naprave tri naprave s stolpom, panoramsko kolo, vožnja po rečnih brzicah in vrteče se naprave. Park ima tudi izbor družinskih in otroških naprav.
Vstop v park je brezplačen, večino naprav pa je mogoče uporabljati le z vozovnico ali bolj priljubljeno zapestnico. Zapestnica omogoča uporabniku neomejen dostop do vseh naprav v parku ves dan, znotraj višinskih omejitev naprav. Od leta 2013 stane zapestnica enako za vsako stranko, ne glede na višino. Na voljo je tudi sezonska vozovnica, s katero lahko stranka dobi osebno zapestnico vsak otvoritveni dan sezone. Poleg tega je za Taigo in Swingi na voljo ločena vozovnica za prednostno vkrcanje, ki uporabniku omogoča, da preskoči vrsto skozi ločen vhod.
Linnanmäki vsako leto gosti tudi različne dogodke in festivale, kot sta priljubljeni festival grozljivk iik!week in tradicionalni Valokarnevaali ("Karneval svetlobe"), ki potekata jeseni in ju organizirajo od leta 2016 in 2006 oz. do leta 2019 je bil veliki ognjemet ob koncu zadnjega dne sezone, od leta 2020 pa ga zaradi odgovornosti ne organizirajo več.

### Dvorana morske deklice
Vedenneitohalli (Dvorana siren) je bil rezervoar za potapljanje in ena najbolj priljubljenih znamenitosti Linnanmäkija v letih 1951–1980. Bil je v lasti in upravljanju finskega sejmarja Lauri Seiteräna z ženo Johanno. Mlade nastopajoče morske deklice, oblečene v kopalke, so ležale na ploščadi nad bazenom za mrežo. Za plačilo so obiskovalci poskušali z žogo zadeti gumb za sprostitev na palici na sprednji strani mreže. Ko je žoga zadela tarčo, se je ključavnica na vrhu ploščadi odprla in nastopajoča morska deklica je padla v vodo. V 1970-ih so bili tudi moški plavalci, potem ko je ženska organizacija v imenu enakosti opozorila na to vprašanje.
Naisasialiitto Unioni, finska ženska organizacija, je menila, da je dvorana ponižujoč kraj za ženske, in je leta 1978 poslala pismo vodstvu Linnanmäkija. Zaradi tega je bila dvorana leta 1980 zaprta.
- Hotel Köpelinvuori, temna naprava pri Linnanmäkiju
- V starejšem vodnem stolpu, zgrajenem leta 1876, so vzdrževalni in skladiščni prostori. Spredaj: Mustekala vožnja (Polyp, Octopus)
- Paul Anka med nastopom na odprtem odru v Linnanmäkiju, 1959